# Каррарезе
Футбольний клуб «Каррарезе» (італ. Carrarese Calcio 1908) — італійський футбольний клуб з міста Каррара. Команда грає в Серії B, другому дивізіоні італійського футболу після переходу з Серії C за підсумками сезону 2023—2024 років.

## Історія
Клуб був заснований в 1908 році.
У сезоні 2010—2011 років «Каррарезе» піднявся з групи В Лега Про Секонда Дівізіоне через плей-оф до Лега Про Пріма Дівізіоне.
У 2016 році клуб був визнаний банкрутом. Проте нові власники клубу зуміли зберегти історію та ідентичність клубу шляхом визнання його боргів.
9 червня 2024 року «Каррарезе» забезпечив собі підвищення до Серії B на сезон 2024—2025 років завдяки перемозі у фіналі плей-оф Серії C після перемоги над «Віченцою» із мінімальним рахунком 1-0, та із загальним рахунком 1-0, за рахунок голу Маттіа Фінотто на 6-ій хвилині матчу, та повернувся до другого дивізіону після 76 років відсутності.

## Кольори та емблема
Кольорами команди є світло-блакитний і жовтий.

## Власники
Колишній воротар збірної Італії та клубу «Ювентус» Джанлуїджі Буффон (уродженець Каррари та відомий прихильник клубу) був основним акціонером клубу як один із представників консорціуму, який придбав клуб у 2010 році; серед інших акціонерів були колишній клубу «Піза» Мауріціо Міан і колишній гравець низки клубів Серії А Крістіано Лукареллі.